# Ronald Singson

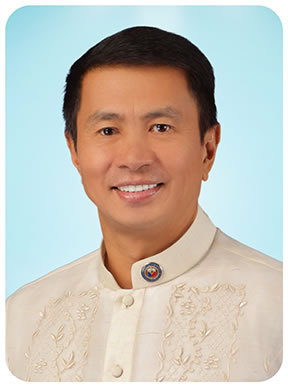
Ronald Singson, 2022

Ronald Singson (* 18. November 1968 in Manila) ist ein philippinischer Politiker der Nacionalista Party und Unternehmer.

## Leben
Sein Vater ist der Politiker Chavit Singson. Vom 30. Juni 2007 bis 7. März 2011 war Singson als Nachfolger von Salacnib Baterina Abgeordneter. 2011 wurde er in Hongkong wegen Drogenbesitzes verhaftet und nach Zahlung einer Kaution wurde er im anschließenden Gerichtsverfahren zu einem Jahr auf Bewährung verurteilt. Im Mai 2013 gelang ihm erneut der Einzug als Abgeordneter in das Repräsentantenhaus der Philippinen. Auf den Philippinen ist Singson in der Musikbranche als Konzertveranstalter tätig.